# Creampie

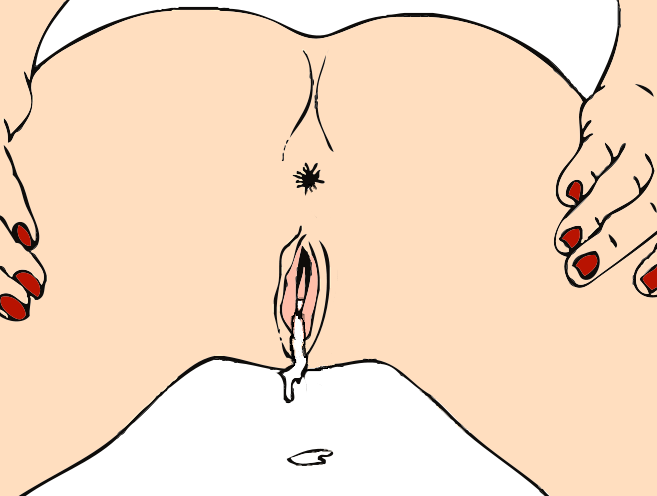
Creampie vaginal

Creampie (cunoscută și sub denumirea de ejaculare internă și, în contexte de sex opus, ca și reproducție și însămânțare) este un act sexual, care apare frecvent în pornografie, în care un bărbat ejaculează în interiorul vaginului sau anusului partenerului fără folosirea unui prezervativ, perierea sau picurarea materialului seminal din vagin sau anus.

## Legături externe
Materiale media legate de Creampie la Wikimedia Commons